# Hàng Trạm
Hàng Trạm là thị trấn huyện lỵ của huyện Yên Thủy, tỉnh Hòa Bình, Việt Nam.

## Địa lý
Thị trấn Hàng Trạm là đô thị cực nam của tỉnh Hòa Bình và vùng Tây Bắc Bộ, có vị trí địa lý:
- Phía đông giáp xã Hữu Lợi và xã Phú Lai
- Phía tây giáp xã Lạc Thịnh
- Phía nam giáp tỉnh Ninh Bình
- Phía bắc giáp xã Bảo Hiệu và xã Đa Phúc.

Thị trấn Hàng Trạm có diện tích 32,14 km², dân số năm 2018 là 11.503 người, mật độ dân số đạt 358 người/km².
Đây là một thị trấn miền núi, một phần vườn quốc gia Cúc Phương nằm trên địa bàn thị trấn.
Thị trấn Hàng Trạm cách thành phố Hòa Bình 80 km, cách thành phố Tam Điệp 45  km,cách thành phố Ninh Bình 47 km, cách thủ đô Hà Nội khoảng 95 km, cách thành phố Sơn La 255 km, cách thị trấn Vụ Bản, huyện Lạc Sơn 20 km; cách thị trấn Nho Quan, huyện Nho Quan 16 km theo 2 hướng của quốc lộ 12B.

## Lịch sử
Địa bàn thị trấn Hàng Trạm hiện nay trước đây vốn là xã Yên Lạc thuộc huyện Yên Thủy.
Thị trấn Hàng Trạm được thành lập vào ngày 1 tháng 8 năm 1994 trên cơ sở 270 ha diện tích tự nhiên và 4.444 người của xã Yên Lạc (gồm ba xóm: Hàng Trạm, Yên Bình, Lạc Phong và các khu dân cư của Nông trường 2-9 trên địa bàn xã).
Đến năm 2018, thị trấn Hàng Trạm có diện tích 2,21 km², dân số là 5.417 người, mật độ dân số đạt 2.451 người/km². Xã Yên Lạc có diện tích 29,93 km², dân số là 6.086 người, mật độ dân số đạt 203 người/km², gồm 10 xóm: Yên Hoà, Dom, Cả, Khang, Chóng, Ót, Lạc Vượng, Tân Thịnh, Khánh Ninh, Yên Sơn.
Ngày 17 tháng 12 năm 2019, Ủy ban Thường vụ Quốc hội ban hành Nghị quyết số 830/NQ-UBTVQH14 về việc sắp xếp các đơn vị hành chính cấp huyện, cấp xã thuộc tỉnh Hòa Bình (nghị quyết có hiệu lực từ ngày 1 tháng 1 năm 2020). Theo đó, sáp nhập toàn bộ diện tích và dân số của xã Yên Lạc vào thị trấn Hàng Trạm.